# Patrick Philbin
Patrick Philbin (* 4. August 1874 in Castlebar, heute Irland; † 1929 in Liverpool) war ein britischer Tauzieher.

## Biografie
Patrick Philbin war Mitglied der Tauzieh-Mannschaft der Liverpool City Police bei den Olympischen Spielen 1908. Ihren ersten Wettkampf gegen die Vereinigten Staaten konnten sie gewinnen. Nachdem die US-Amerikaner den ersten Zug verloren hatten, legten sie einen Protest gegen die Schuhe der Liverpooler ein. Dieser wurde jedoch abgelehnt, weshalb sich die US-Amerikaner aus dem Wettbewerb zurückzogen. Im Halbfinale besiegten die Liverpooler die Schweden und zogen ins Finale ein. Dort unterlag die Mannschaft dem Team der City of London Police und gewann somit Silber.